# معركة شبوة (2015)
معركة شبوة هي معركة أندلعت في محافظة شبوة جنوبي شرق اليمن، شنها الحوثيون والجيش المؤيد لعلي عبد الله صالح في أواخر شهر مارس 2015، للسيطرة على المحافظة والتقدم نحو عدن، وخاضوا اشتباكات مع القوات الموالية للرئيسي اليمني عبد ربه منصور هادي ولجان المقاومة الشعبيةالقبليه وعناصر تنظيم القاعده  من طرف آخر.
سيطر الحوثيون على محافظة شبوة في أواخر شهر مارس، واستمرت الاشتباكات المتقطعة بين حين وآخر، في منتصف أغسطس 2015 أنسحب الحوثيون من مناطق واسعة في محافظة شبوة ومن عاصمتها عتق.

## الحملة
تركزت الاشتباكات في محافظة شبوة، في منطقة عسيلان الغنية بالنفط، حيث فرض تنظيم القاعدة سيطرتهم، وفي اشتباكات بين الحوثيون والقبائل المحليين في 29 مارس قتل 38 شخصاً، وقالت مصادر قبلية أن قتلاهم ثمانية أشخاص وأن الحوثيون وحلفائهم من الجيش خسروا 30 شخصاً.  بعد انتهاء القتال، قصفت طائرات التحالف مواقع للحوثيين.
اندلعت اشتباكات في 1 أبريل، قتل فيها 35 شخصاً من الحوثيين والقوات المتحالفة معهم، ومن رجال القبائل قتل 20 آخرون. وفي 6 أبريل، حاول الحوثيين التفاوض مع القبائل المحلية من أجل العبور الآمن إلى عتق، عاصمة المحافظة. ومع ذلك، اندلعت اشتباكات في نفس اليوم وقتل فيها اثنين من مقاتلي الحوثي، بينما قتل ثمانية اخرين في غارة جوية. بعد ذلك بيومين، في 8 أبريل قتل 10 من الحوثيين وثلاثة من الجنود المتحالفين معهم، بالإضافة إلى ثلاثة قتلى من رجال القبائل.
في 9 أبريل، أصابت ضربات جوية على قاعدة عسكرية سيطر عليها الحوثيون خارج عتق، وبعد ذلك استولى الحوثيون وحلفائهم على المنشآت الحكومية في مدينة عتق عاصمة محافظة شبوة وقد سهل لهم السيطرة على المدينة تعاون مشائخ القبائل المحليين والمسؤولين الأمنيين. وحشد مئات من رجال القبائل المسلحين في ضواحي عتق لمهاجمة الحوثيين.
في 10 أبريل، قتل 25 من مقاتلي الحوثي في هجوم انتحاري بسيارة ملغومة، قام به تنظيم القاعدة في جزيرة العرب، على موقع أمني في بيحان. كما هو الحال في المحافظة المجاورة لها أبين، أفادت الأنباء عن توجه مقاتلي القاعدة لقتال الحوثيون إلى جانب القوات الموالية للرئيس هادي.
في 13 أبريل سيطر مسلحون قبليون مواليين للرئيس هادي على قاعدتين عسكريتين كانتا تحرسان المنشآت النفطية في منطقة بلحاف. وأسفرت الأشتباكات عن مقتل 15 جندي. وفي 19 ابريل، قتل سبعة من الحوثيين في اشتباكات في المحافظة.
في 25 مايو، قتل 17 من الحوثيين و11 من مقاتلي القبائل خلال اشتباكات في عتق. وفي نهاية شهر مايو، استولى الحوثيين على صعيد شبوة، بعد تغيير ولاء من عدد من القبائل في المنطقة.

### تقدم المقاومة
في 16 يوليو تقدمت المقاومة الشعبية التي سيطرت على أجزاء واسعة من عدن شمالاً وشنت هجوماً على قاعدتين عسكريتين، في محافظة لحج وأخرى في محافظة شبوة.
في 11 اغسطس، قالت قوات الجيش اليمني الموالية للرئيس هادي أنها ستتقدم نحو محافظة شبوة لاستعادتها وطرد الحوثيون وقوات صالح منها، بعد استعادتها السيطرة على محافظات عدن، ولحج، والضالع، وأبين.
في 15 أغسطس استعادت القوات الموالية لهادي السيطرة على معظم محافظة شبوة، بما في ذلك عاصمتها عتق، بعد انسحاب قوات الحوثيين وحلفائهم من المنطقة.